# Гачевский, Владислав
Владислав Бенедикт Гачевский (пол. Władysław Benedykt Haczewski; 21 марта 1900, Коломыя — 1967) — польский футболист и ученый-металловед.
Был футбольным вратарь, чемпионом Польши 1922 в составе «Погони» (Львов). После войны работал по специальности. Профессор, заведующий кафедрой металловедения Ченстоховской политехники (1956—1967).

## Биография
Владислав Бенедикт Гачевский родился 21 марта 1900 года в Коломые. В сезоне 1922 в составе «Погони» (Львов) выиграл чемпионат Польши. Турнир разыгрывали по двухуровневой схеме — сначала львовяне выиграли соревнования в южной группе (опередив, в частности «Краковии»), а в финале встретились с победителем северной группы, «Стражей» (Познань). «Погонь» победила по итогу двух матчей (1:1 в Познани и 4:3 во Львове), впервые в истории завоевав титул чемпиона Польши по футболу. В восьми поединках Гачевский пропустил 10 голов.
Окончил факультет механики Львовской политехники (1933). Работал инженером на Механическом исследовательской станции Львовской политехники.
В 1945-1946 — адъюнкт в Силезской политехнике (Гливице). С 1946 года — директор учреждения в составе Института металлургии железа. С 1956 года вплоть до смерти — заведующий кафедрой металловедения Ченстоховской политехники.
Вместе с Щепаном Ходковским и Веславом Мазуром перевел с русского языка на польский учебник «Металловедение» (пол. «Metaloznawstwo») русского советского металловеда Александра Гуляева, выпустив его в 1957 году в издательстве «Śląsk».
С ним консультировались энергетики, Гачевский был авторитетом в вопросах металловедения, особенно исследований стали. В Ченстоховской политехнике развивал новаторское на то время направление неразрушающих исследований — опыты с использованием ультразвука.
Сын: Мацей, живет в Гливице.